# Marcelo Agrelo
Marcelo Agrelo (23 de marzo de 1991, Comodoro Rivadavia, Provincia del Chubut) es un piloto argentino de automovilismo de velocidad. Inició su carrera en el año 2000 corriendo en kartings de su provincia y obteniendo tres campeonatos en ocho años dentro de la especialidad.
Debutó formalmente en el automovilismo de velocidad al incursionar en la categoría Copa Mégane al comando de un Renault Mégane. Debutó en 2010 en el Top Race, presentándose en la divisional Top Race Junior con un Ford Mondeo II. En el año 2011, obtendría el ascenso a la divisional TRV6, siendo estimado su debut en la Nueva TRV6.

## Biografía
Nacido en Comodoro Rivadavia en 1991, Marcelo Agrelo inició su carrera deportiva a los 9 años compitiendo en la categoría Stihl 50 cc. En dicha categoría se mantuvo corriendo hasta el año 2002, repartiéndose el año 2001 entre el campeonato de Comodoro Rivadavia y el de Trelew, en el que participó 4 veces ganando tres carreras. Por consiguiente, obtendría ese año el subcampeonato del campeonato comodorense, habiendo obtenido tres victorias, y el título del máximo ganador del torneo trelewense.
En el año 2002, Agrelo obtendría finalmente el título de la categoría Stihl tras haber conseguido siete victorias, siendo este su primer título de su palmarés. Asimismo, este año comienza a incursionar en la categoría ProKart, debutando en una fecha paralela a la penúltima de la Categoría Sthil. En 2003, realiza su primer campeonato completo de ProKart, alcanzado una victoria. Este año también incursionaría en dos fechas del Campeonato Argentino de Karting, compitiendo en la categoría Pre Juniors.  
Durante los años 2004, 2005 y 2006, continuaría compitiendo en ProKart obteniendo sucesivamente, el campeonato del año 2004 (tres victorias), el subcampeonato de 2005 (una victoria) y el tercer puesto de 2006 (una victoria). En 2007, da el salto a la categoría Sudam Seniors, compitiendo en las nueve carreras que durara el campeonato y alzándose con seis victorias, lo que le valdría la obtención del Campeonato de Sudam Seniors y su tercer título personal. Asimismo, Agrelo tendría su debut en el automovilismo de velocidad al subirse a un Renault Mégane de la categoría homónima, alcanzando el tercer lugar del torneo.
En 2008, Agrelo volvió a la Sudam Seniors a defender el título, sin embargo las tres victorias obtenidas no fueron suficientes, por lo que debió confromarse con el subcampeonato de ese año. Al mismo tiempo, volvería a incursionar en el Campeonato Argentino de Karting obteniendo buenos resultados. En 2009, reiniciaría su carrera en el automovilismo al participar en cuatro competencias del Turismo Pista 1100, a bordo de un Fiat 128.
En el año 2010, Agrelo iniciaría su más consistente participación dentro del automovilismo argentino, al debutar en la categoría Top Race Junior, y disputando la Copa América 2010 puesta en juego en el primer semestre de esa temporada. Su debut se dio a bordo de una unidad Ford Mondeo II del equipo Azar Motorsport, con la cual luchó por el campeonato, culminando finalmente en el cuarto puesto. 
En los años siguientes, Agrelo se mantendría compitiendo dentro del Top Race Junior y aún después del recambio de nombre de la categoría, al pasar a denominarse Top Race Series. Sus últimos resultados en esta categoría, fueron un noveno puesto en el Torneo Clausura 2010, mientras que repetiría el cuarto puesto de la Copa América 2010 en la Temporada 2011.
Para el año 2012, fue anunciado su ascenso a la Nueva TRV6, siendo fichado por el equipo GT Racing de Gustavo Tadei, siéndole confiada una unidad Chevrolet Cruze, la cual identificará con el número 55.

## Trayectoria deportiva
| Año  | Categoría                                  | Automóvil         |
| ---- | ------------------------------------------ | ----------------- |
| 2000 | Categoría Stihl 50 cc.                     | Karting           |
| 2001 | Subcampeón comodorense Stihl 50 cc.        | Karting           |
| 2001 | Categoría Stihl 50 cc. Trelew              | Karting           |
| 2002 | Campeón categoría Stihl 50 cc.             | Karting           |
| 2002 | Debut, Categoría ProKart                   | Karting           |
| 2003 | Categoría ProKart                          | Karting           |
| 2003 | Campeonato Argentino de Kart. 2 fechas     | Karting           |
| 2004 | Campeón Categoría ProKart                  | Karting           |
| 2005 | Subcampeón Categoría ProKart               | Karting           |
| 2006 | Categoría ProKart. Tercer puesto           | Karting           |
| 2007 | Debut y campeonato categoría Sudam Seniors | Karting           |
| 2007 | Copa Mégane, Tercer puesto                 | Renault Mégane    |
| 2008 | Subampeón categoría Sudam Seniors          | Karting           |
| 2008 | Campeonato Argentino de Karting            | Karting           |
| 2009 | Turismo Pista 1100                         | Fiat 128          |
| 2010 | Debut en Top Race Junior Copa América 2010 | Ford Mondeo II    |
| 2010 | Torneo Clausura de Top Race Series         | Ford Mondeo II    |
| 2011 | Top Race Series                            | Ford Mondeo II    |
| 2012 | Top Race V6                                | Chevrolet Cruze I |
| 2013 | Top Race V6                                | Chevrolet Cruze I |
| 2014 | Top Race V6                                | Chevrolet Cruze I |
| 2015 | Debut en TC Pista                          | Ford Falcon       |
| 2016 | TC Pista                                   | Ford Falcon       |
| 2017 | TC Pista                                   | Ford Falcon       |
| 2018 | TC Pista                                   | Ford Falcon       |
| 2019 | TC Pista                                   | Dodge Cherokee    |
| 2020 | Turismo Carretera                          | Torino            |

- [1]

### Trayectoria en Top Race
| Temporada            | Categoría       | Automóvil       | Equipo          | Posición final      |
| -------------------- | --------------- | --------------- | --------------- | ------------------- |
| Copa América 2010    | Top Race Junior | Ford Mondeo II  | Azar Motorsport | 4º (67.00 puntos)   |
| Torneo Clausura 2010 | Top Race Series | Ford Mondeo II  | Azar Motorsport | 9º (46.00 puntos)   |
| 2011                 | Top Race Series | Ford Mondeo II  | Azar Motorsport | 4º (66.00 puntos)   |
| 2012                 | Top Race V6     | Chevrolet Cruze | GT Racing       | 16º (22.00 puntos)  |
| 2013                 | Top Race V6     | Chevrolet Cruze | GT Racing       | 12º (12.00 puntos)  |
| 2014                 | Top Race V6     | Chevrolet Cruze | GT Racing       | 10º (106.00 puntos) |

- [1]